# Автомагістраль 1 (Греція)
Автомагістраль 1, Грецька національна автомагістраль 1, або Автобан 1, також ГР-1 — найдовша траса Греції і основна автомагістраль сполучення північної та південної Греції. Вона з'єднує столицю країни Афіни з Фессалією та Македонією, а саме містом Салоніки. Це ділянка дорожньої осі PATHE (від Патри-Афіни-Салоніки-Евзоні).

## Маршрут
Шосе починається в передмісті Афін Кіфісі на північ від затоки Фалірон, паралельно проспекту Кіфіссіас, і продовжується на північ до міста Евзоні, прикордонного із КЮРМ, де грецький Автобан 1 переходить в трасу M1. До заміни номерів європейських маршрутів північна частина траси від Евзоні до Егнатія-Одос позначалась E5N. Сьогодні вся грецька національна автомагістраль 1 — частина E75. Нещодавно обслуговування ділянок автомагістралі передано приватному консорціуму, початкого як частину проекту з будівництва Іонія-Одос.
Загальна протяжність автотраси становить близько 550 км. Частини її на захід від центру Афін проходить над річкою Кефісс; з північ — від кордону Беотія — Фтіотида до міста Велестіно, і далі понад узбережжям Егейського моря. Потім вона продовжує на північ від долини Темпе до злиття з E90. Наступні 25 км поділяє із Егнатія-Одос до Розв'язки Аксіос і далі на північ до Евзоні та національного кордону.

### Основні пункти
Нижче наведено основні пункти траси з півночі на південь та відстані між ними:
| Відстань, км     | 1   | 2   | 3   | 4   | 5   | 6   | 7   | 8   | 9   | 10  | 11  | 12  | 13  |
| ---------------- | --- | --- | --- | --- | --- | --- | --- | --- | --- | --- | --- | --- | --- |
| (1) Евзоні       | --- | 49  | 63  | 75  | 110 | 171 | 208 | 252 | 354 | 533 | 550 | 620 | 750 |
| (2) Гефіра       | 49  | --- | 12  | 26  | 61  | 122 | 159 | 203 | 305 | 505 | 501 | 581 | 701 |
| (3) Аксіос       | 63  | 12  | --- | 12  | 47  | 108 | 145 | 188 | 290 | 490 | 507 | 569 | 689 |
| (4) Кліді        | 75  | 49  | 12  | --- | 35  | 98  | 135 | 178 | 280 | 480 | 497 | 520 | 640 |
| (5) Катеріні     | 110 | 61  | 47  | 35  | --- | 61  | 98  | 141 | 243 | 443 | 460 | 459 | 579 |
| (6) Евангелісмос | 171 | 122 | 108 | 98  | 61  | --- | 37  | 80  | 182 | 382 | 399 | 422 | 542 |
| (7) Лариса       | 208 | 159 | 145 | 135 | 108 | 37  | --- | 43  | 145 | 345 | 362 | 378 | 498 |
| (8) Велестіно    | 252 | 212 | 198 | 186 | 151 | 80  | 43  | --- | 102 | 302 | 319 | 276 | 396 |
| (9) Ламія        | 354 | 305 | 293 | 279 | 244 | 183 | 146 | 102 | --- | 200 | 217 | 97  | 217 |
| (10) Афіни       | 533 | 484 | 472 | 458 | 423 | 362 | 325 | 282 | 200 | --- | 17  | 80  | 200 |
| (11) Пірей       | 550 | 501 | 489 | 475 | 440 | 379 | 342 | 299 | 197 | 17  | --- | 100 | 227 |
| (12) Коринф      | 620 | 581 | 569 | 520 | 459 | 422 | 378 | 276 | 97  | 80  | 100 | --- | 127 |
| (13) Патри       | 750 | 701 | 689 | 675 | 640 | 579 | 542 | 498 | 396 | 217 | 200 | 127 | --- |